# The New Normal
The New Normal (englisch für „Das neue Normal“) ist eine US-amerikanische Sitcom von Ryan Murphy und Ali Adler mit Justin Bartha, Andrew Rannells und Georgia King in den Hauptrollen. Sie wurde von 2012 bis 2013 von 20th Century Fox Television, einer Schwesterfirma von 20th Century Fox, in Zusammenarbeit mit Ryan Murphy Productions und Ali Adler Is Here Productions für den US-Sender NBC produziert. Die Erstausstrahlung in den Vereinigten Staaten erfolgte am 10. September 2012 bei NBC. In Deutschland begann die Ausstrahlung am 8. Mai 2013 auf ProSieben in Doppelfolgen.

## Handlung
Das homosexuelle Paar David und Bryan lebt in Los Angeles und wünscht sich ein Baby. Sie beschließen, eine Leihmutter zu organisieren. Sie entscheiden sich für die junge Goldie, die gerade von Ohio nach Los Angeles gezogen ist, um ein neues Leben zu beginnen. Sie bringt ihre achtjährige Tochter Shania und die Großmutter Jane mit zu David und Bryan. Sie alle müssen schnell feststellen, dass Jane nicht mit den Ansichten des schwulen Paares zurechtkommt. Und dann taucht auch noch Goldies Ex-Mann Clay auf, der alles durcheinanderwirbelt.

## Besetzung und Synchronisation
Die Serie wurde bei der Scalamedia in München vertont. Christian Langhagen und Stefan Günther schrieben die Dialogbücher, Günther führte zudem die Dialogregie. 

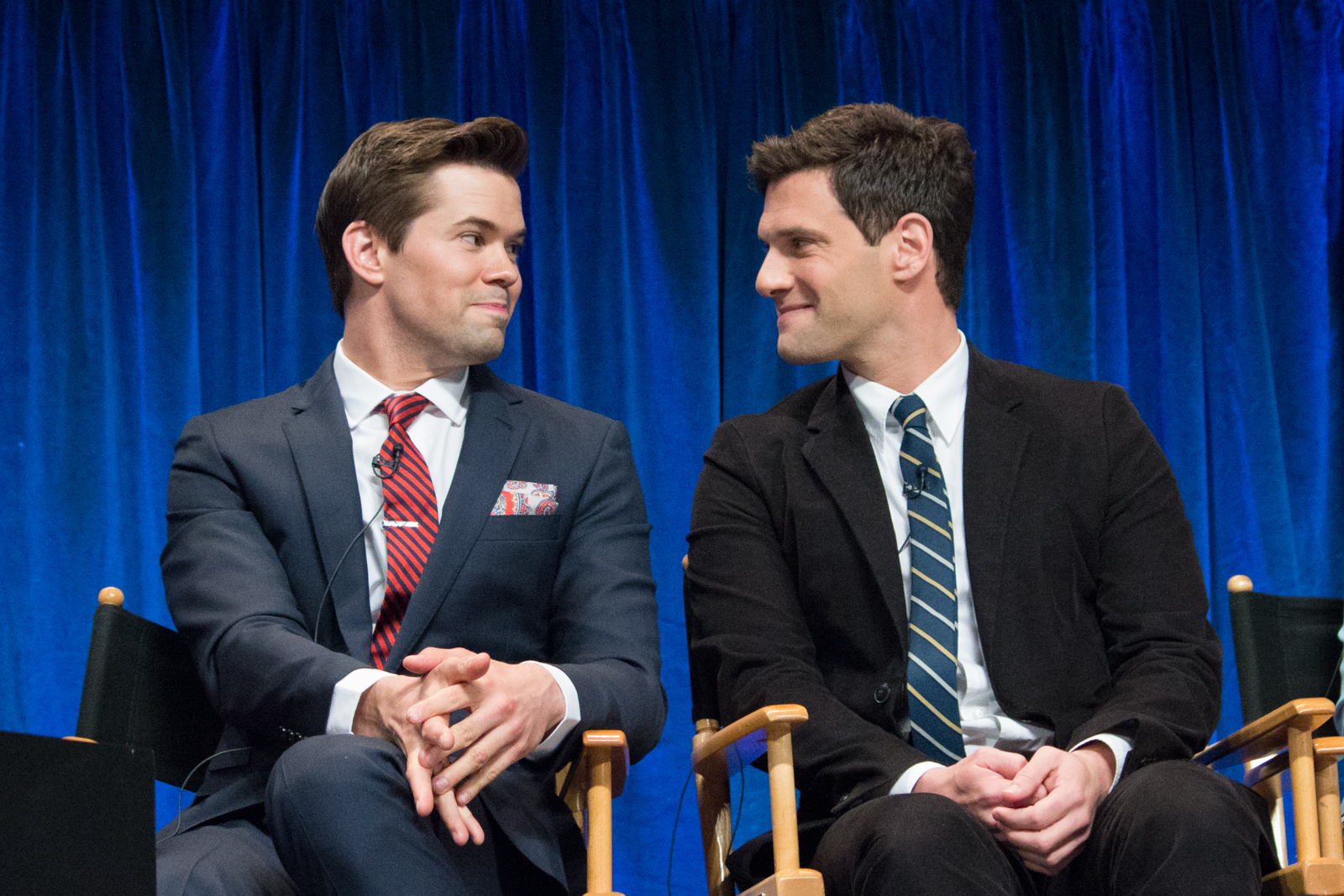
Die Darsteller des zentralen Paares, Andrew Rannells und Justin Bartha.

| Rollenname               | Schauspieler      | Hauptrolle (Episode) | Nebenrolle (Episode) | Synchronsprecher   |
| ------------------------ | ----------------- | -------------------- | -------------------- | ------------------ |
| David Bartholomew Sawyer | Justin Bartha     | 1–22                 |                      | Alexander Brem     |
| Bryan Collins            | Andrew Rannells   | 1–22                 |                      | Benedikt Weber     |
| Goldie Clemmons          | Georgia King      | 1–22                 |                      | Shandra Schadt     |
| Shania Clemmons          | Bebe Wood         | 1–22                 |                      | Melanie Olbert     |
| Rocky Rhoades            | NeNe Leakes       | 1–22                 |                      | Sandra Schwittau   |
| Jane Forrest             | Ellen Barkin      | 1–22                 |                      | Dagmar Heller      |
| Clay Clemmons            | Jayson Blair      | 1–22                 |                      | Benedikt Gutjan    |
| Gary Snyder              | Michael Hitchcock |                      | 1–22                 | Claus-Peter Damitz |
| Frances                  | Jackie Hoffman    |                      | 5–22                 | Angelika Bender    |
| Brice                    | John Stamos       |                      | 14–22                | Philipp Moog       |

## Produktion und Ausstrahlung
Vereinigte Staaten
Im Januar 2012 wurde von NBC eine Pilotfolge von The New Normal bestellt. Für diese Pilotfolge wurde Andrew Rannells für die erste Hauptrolle verpflichtet. Es folgten ihm Ellen Barkin, Justin Bartha und Georgia King. Am 8. Mai 2012 wurde eine 13-teilige erste Staffel bestellt. Die Erstausstrahlung begann am 10. September 2012 nach einer Folge der US-Version von The Voice. Die Premiere verfolgten 6,88 Millionen Zuschauer. Obwohl die Serie in den darauffolgenden Wochen an Zuschauern verlor, gab NBC der Serie im Oktober die sogenannte Back-nine-order. Somit kommt die erste Staffel auf 22 Episoden. Das Staffelfinale wurde am 2. April 2013 von 3,39 Millionen Zuschauern verfolgt.
Im Mai 2013 gab NBC die Einstellung der Serie bekannt.
Deutschland
In Deutschland wurde die Serie zunächst für den 27. März 2013 auf ProSieben angekündigt, dann jedoch auf den 8. Mai 2013 verschoben und in Doppelfolgen mittwochs gezeigt. Die ersten beiden Folgen der Fernsehserie erreichten mit 7,2 % und 7,6 % Marktanteil nicht den Senderschnitt, bei der dritten und vierten Folge verbesserten sich die Einschaltquoten jedoch mit 9,7 % und 12,7 % Marktanteil der 14- bis 49-Jährigen. Da die Serie in der Folge aber wieder unterdurchschnittliche Quoten erzielte, wurde die Ausstrahlung der restlichen Episoden vom 19. Juni bis zum 18. Juli 2013 nach Mitternacht verschoben. In Deutschland verfolgten im Durchschnitt 610.000 Zuschauer (9,9 Prozent) der werberelevanten Zielgruppe und 690.000 Zuschauer (5 Prozent) des Gesamtpublikums die 22 Episoden der Serie.

## Episodenliste
| Nr. | Deutscher Titel                  | Originaltitel            | Erstausstrahlung USA | Deutschsprachige Erstausstrahlung (D) | Regie           | Drehbuch                      |
| --- | -------------------------------- | ------------------------ | -------------------- | ------------------------------------- | --------------- | ----------------------------- |
| 1   | Babywunsch                       | Pilot                    | 10. Sep. 2012        | 8. Mai 2013                           | Ryan Murphy     | Ryan Murphy & Ali Adler       |
| 2   | Die Sache mit der Couch          | Sofa’s Choice            | 11. Sep. 2012        | 8. Mai 2013                           | Ryan Murphy     | Ryan Murphy & Ali Adler       |
| 3   | Babykleidung                     | Baby Clothes             | 18. Sep. 2012        | 15. Mai 2013                          | Ryan Murphy     | Ryan Murphy                   |
| 4   | Obama Mama                       | Obama Mama               | 25. Sep. 2012        | 15. Mai 2013                          | Scott Ellis     | Ali Adler                     |
| 5   | Nanagasmus                       | Nanagasm                 | 2. Okt. 2012         | 22. Mai 2013                          | Miguel Arteta   | Adam Barr                     |
| 6   | Die Kinder-Hochzeit              | Bryanzilla               | 9. Okt. 2012         | 22. Mai 2013                          | Ryan Murphy     | Mark Kunerth                  |
| 7   | Taufpatensuche                   | The Godparent Trap       | 23. Okt. 2012        | 29. Mai 2013                          | Miguel Arteta   | Mike Scully                   |
| 8   | Das schwulste Video aller Zeiten | Unplugged                | 13. Nov. 2012        | 29. Mai 2013                          | Max Winkler     | Aaron Lee                     |
| 9   | Vergib mir!                      | Pardon Me                | 20. Nov. 2012        | 5. Juni 2013                          | Max Winkler     | Moshe Kasher                  |
| 10  | Der XY-Faktor                    | The XY Factor            | 27. Nov. 2012        | 5. Juni 2013                          | Elodie Keene    | Erin Foster                   |
| 11  | Der Baby-Sicherheits-Check       | Baby Proofing            | 4. Dez. 2012         | 12. Juni 2013                         | Max Winkler     | Robert Sudduth                |
| 12  | Der Goldie-Rausch                | The Goldie Rush          | 8. Jan. 2013         | 12. Juni 2013                         | Elodie Keene    | Ryan Murphy                   |
| 13  | Der Hausmann-Daddy               | Stay-at-Home Dad         | 15. Jan. 2013        | 20. Juni 2013                         | Bradley Buecker | Ali Adler                     |
| 14  | Der Schwulen-Radar               | Gaydar                   | 22. Jan. 2013        | 20. Juni 2013                         | Elodie Keene    | Adam Barr                     |
| 15  | Der Milchmann                    | Dairy Queen              | 29. Jan. 2013        | 27. Juni 2013                         | Bradley Buecker | Mark Kunerth                  |
| 16  | Der Hundewelpe                   | Dog Children             | 19. Feb. 2013        | 27. Juni 2013                         | Wendey Stanzler | Mike Scully                   |
| 17  | Rockys Baby                      | Rocky Bye Baby           | 26. Feb. 2013        | 4. Juli 2013                          | Paris Barclay   | Karey Dornetto                |
| 18  | Para-New Normal Activity         | Para-New Normal Activity | 5. März 2013         | 4. Juli 2013                          | Burr Steers     | Karey Dornetto                |
| 19  | Blut, Schweiß und Ängste         | Blood, Sweat and Fears   | 19. März 2013        | 11. Juli 2013                         | Elodie Keene    | Aaron Lee                     |
| 20  | Der Pfadfinder-Kodex             | About a Boy Scout        | 26. März 2013        | 11. Juli 2013                         | Scott Ellis     | Mark Kunerth & Karey Dornetto |
| 21  | Die Namenswahl                   | Finding Name-O           | 2. Apr. 2013         | 18. Juli 2013                         | Elodie Keene    | Aaron Lee & Adam Barr         |
| 22  | Der große Tag                    | The Big Day              | 2. Apr. 2013         | 18. Juli 2013                         | Max Winkler     | Ali Adler & Ryan Murphy       |

## Rezeption
Der konservative Verband One Million Moms kritisierte die Serie, da sie kindergefährdende Inhalte beinhalte. In einem Statement heißt es: „Diese Dinge schaden unserer Gesellschaft und die Sendung schadet unserer Kultur. […] Millionen von Amerikanern glauben fest daran, dass die Ehe nur zwischen Mann und Frau bestehen sollte. NBCs The New Normal versucht Amerika und unsere Kinder zu desensibilisieren. Es ist das Gegenteil davon für was Familien vorgesehen und erschaffen wurden. Man kann den biologischen Kreislauf nicht neu erfinden“. Der NBC-Partnersender im US-Bundesstaat Utah, KSL-TV, weigerte sich, die Serie auszustrahlen, weil sie seinem Markenimage widerspreche.